# Aroroy
Aroroy is een gemeente in de Filipijnse provincie Masbate op gelijknamige eiland Masbate. Bij de census van 2020 telde de gemeente ruim 88 duizend inwoners.

## Geografie

### Bestuurlijke indeling
Aroroy is onderverdeeld in de volgende 41 barangays:
| - Ambolong - Amoroy - Amutag - Bagauma - Balawing - Balete - Bangon - Cabangcalan - Cabas-An - Calanay - Capsay - Concepcion - Dayhagan - Don Pablo Dela Rosa | - Gumahang - Jaboyoan - Lanang - Luy-a - Macabug - Malubi - Managanaga - Manamoc - Mariposa - Mataba - Matalangtalang - Matangog - Nabongsoran - Pangle | - Panique - Pinanaan - Poblacion - Puro - San Agustin - San Isidro - Sawang - Syndicate - Talabaan - Talib - Tigbao - Tinago - Tinigban |

### Bevolkingsgroei
Aroroy had bij de census van 2020 een inwoneraantal van 88.351 mensen. Dit waren 2.183 mensen (2,53%) meer dan bij de vorige census van 2015. Ten opzichte van de census van 2000 was het aantal inwoners gegroeid met 29.600 mensen (50,38%). De gemiddelde jaarlijkse groei in die periode kwam daarmee uit op 2,06%, hetgeen hoger was dan het landelijk jaarlijks gemiddelde over deze periode (1,79%).

De bevolkingsdichtheid van Aroroy was ten tijde van de laatste census, met 88.351 inwoners op 440,3 km², 200,7 mensen per km².